# Mony Marc
Mony Marc – belgijska piosenkarka.
24 maja 1956 reprezentowała Belgię podczas 1. Konkursu Piosenki Eurowizji z utworem „Le plus beau jour de ma vie”, napisanym przez Claude Alix i skomponowanym przez Davida Bee. Utwór był jedną z dwóch propozycji, które reprezentowały kraj. Kompozycja nie została jednak nigdy nagrana oraz opublikowana. Dyrygentem orkiestry podczas występu wokalistki został Léo Souris. Z powodu niezachowania się oficjalnych wyników finału konkursu, nieznany jest końcowy rezultat występu w ogólnej klasyfikacji finałowej.